# Stephanus van Carrara

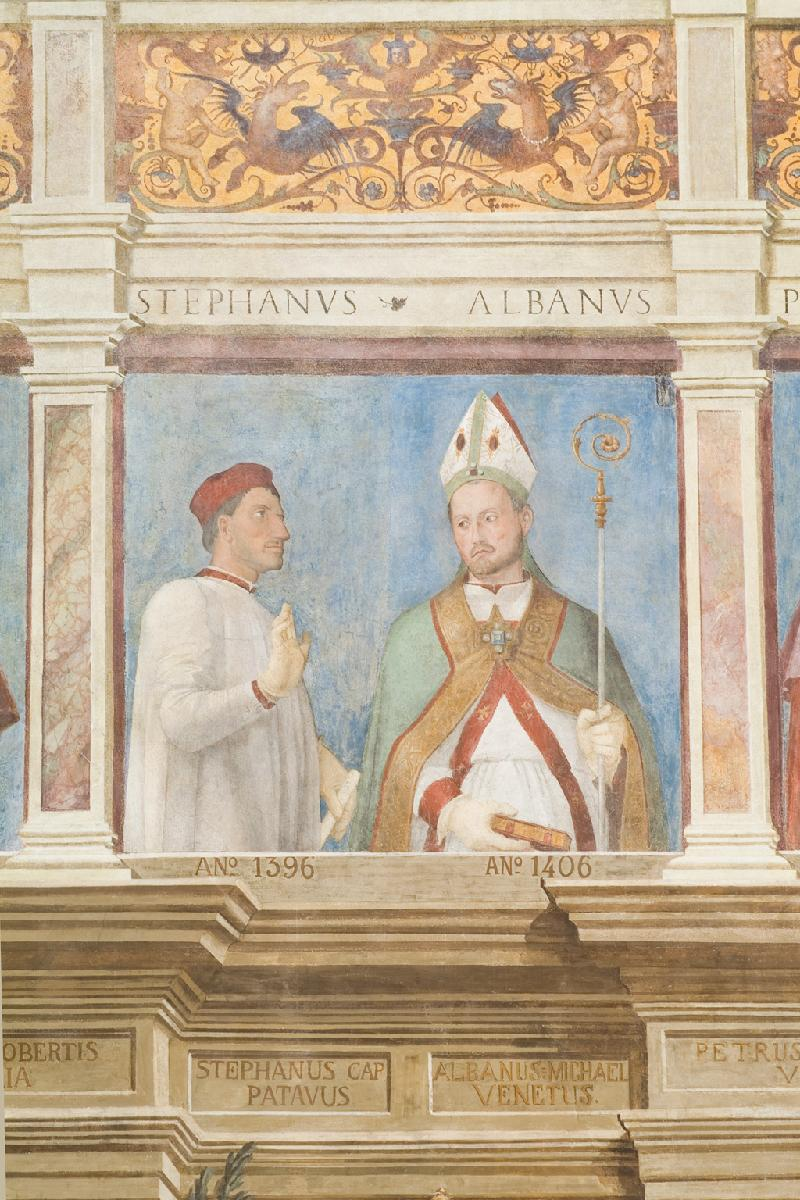
Links zonder mijter: Stephanus van Carrara. Rechts met mijter: zijn opvolger, de Venetiaan Albano Michiel

Stephanus van Carrara (Padua, circa 1375 – Rome, 10 juli 1449), in het Italiaans Stefano Carrarese, was een rooms-katholieke prelaat in het middeleeuwse Italië. Stephanus was de laatste bisschop van Padua (circa 1402-1405) in de stadstaat Padua. Na hem was Padua eeuwenlang deel van de republiek Venetië en volgde het de kerkenpolitiek van de doge.
Stephanus was nog aartsbisschop van het Latijnse aartsbisdom Nicosia in Cyprus (1405-1412), alsook bisschop van Teramo (1412-1427) en van Tricarico (1427-1432) telkens met de persoonlijke titel van aartsbisschop.

## Levensloop
Stephanus was een natuurlijke zoon van Franciscus II van Carrara, ook genoemd Franciscus de Jongere, heerser uit het huis Carrara. Franciscus II was de laatste heerser van de stadstaat Padua en was dit tot het jaar 1405. Voor Stephanus was van jong af aan een kerkelijke carrière weggelegd. Hij werd kanunnik in de kathedraal van Padua. In de jaren 1389 was Padua onderworpen aan de oorlogsmachine van Visconti. De macht van het huis Carrara liep niet alleen militair maar ook politiek ten einde.
Niettemin werd kanunnik Stephanus in 1396 apostolisch administrator van het bisdom Padua. Omwille van zijn jonge leeftijd kreeg hij nog geen bisschopswijding. De jonge kanunnik bestuurde het bisdom. De bisschopswijding volgde circa het jaar 1402; andere bronnen meldden dat Stephanus deze wijding niet ontving. In de kathedraal bouwde Stephanus het altaar van de heilige Stephanus, zijn patroonheilige. Van zijn vader ontving Stephanus in eigendom het plein naast de kathedraal. Hij gebruikte dit voortaan als begraafplaats. Stephanus ontving daarnaast een ander plein, bekend om zijn varkensmarkten. Dit plein liet hij ommuren en inrichten als bisschoppelijke tuin.
In 1405 liep het rijk van Carrara in Padua ten einde. De republiek Venetië annexeerde de stadstaat Padua. Franciscus II van Carrara, diens opvolger Franciscus III en bisschop Stephanus verdwenen in een gevangenis aan de lagune van Venetië. Franciscus II zag zijn zoon Stephanus nooit meer terug. Hij stierf in gevangenschap in 1406. Stephanus geraakte vrij en vluchtte naar Rome, hoofdstad van de Pauselijke Staat. Het bisdom Padua kreeg intussen een Venetiaanse prelaat als bisschop: Albano Michiel. Michiel was tot dan aartsbisschop van Corfu, een Venetiaanse kolonie. Paus Innocentius VII ontving gelijktijdig Stephanus in zijn gastenverblijf. Stephanus werd bevorderd tot aartsbisschop van Nicosia, een bisschopstroon die hij vanuit Rome bezette.
Tegenpaus Johannes XXIII met zetel in Pisa, transfereerde hem naar het bisdom Teramo (1412) in de Pauselijke Staat. Stephanus mocht zijn aartsbisschoppelijke titel behouden.
Paus Martinus V verplaatste Stephanus later naar de bisschopstroon van Tricarico (1427) gelegen in het koninkrijk Napels. Aartsbisschop Stephanus nam ontslag in Tricarico in 1432.
De rest van zijn leven bracht hij in Rome door. Hij werd begraven in de San Clemente met op zijn graf het familiewapen van het huis Carrara.